# Dynastie
 (mai 2018).
Si vous disposez d'ouvrages ou d'articles de référence ou si vous connaissez des sites web de qualité traitant du thème abordé ici, merci de compléter l'article en donnant les références utiles à sa vérifiabilité et en les liant à la section « Notes et références ».
Pour les articles homonymes, voir Dynastie (homonymie).
Dans les sociétés lignagères, une dynastie est une succession de dirigeants d'une même famille. Les historiens divisent l’histoire de certains États avec les différentes dynasties qui se sont succédé au pouvoir ; il en est ainsi de la Chine, de l’Égypte ancienne, de la Perse ou du royaume de France.

## Différents sens
Le mot « dynastie » vient du grec δυναστεία, « domination, pouvoir, oligarchie » lui-même dérivé de δυνάστης / dunástēs, « chef, gouverneur, souverain ».
Une grande partie de l’histoire politique européenne a été façonnée par des dynasties séculaires telles que les Carolingiens, les Capétiens, les Habsbourg, les Stuart, les Hohenzollern ou les Romanov. Jusqu'au XIXe siècle, une des fonctions légitimement acquises d'un monarque était d'agrandir sa dynastie, ce qui revenait à augmenter le pouvoir, la richesse et la superficie des terres de chaque membre de sa famille.
On peut également employer le terme de maison pour désigner une dynastie (la maison de Windsor par exemple). Aussi il est à noter qu'on peut désigner par dynastie toute lignée dirigeante, qu'elle soit impériale, royale, ducale ou comtale. Pour finir, on peut se servir d'une référence à une dynastie pour caractériser l'époque d'un objet d'art, d'une tendance ou de tout événement qui se déroula durant son règne (par exemple, un vase de la dynastie Ming). Dans certains cas comme le style Tudor ou l'expansion ottomane, le nom de la dynastie est devenu un adjectif rendant alors inutile le recours au terme dynastie.
Bien que le français contemporain désigne par dynastie toute famille influente (on parle ainsi de la dynastie Rothschild), la dynastie reste encore associée dans une majeure partie du globe à la monarchie, et est de surcroît perçue comme exclusivement patrilinéaire. En effet, les liens de parenté et les héritages sont principalement évalués selon l'appartenance à la descendance d'un ancêtre commun en lignée directe masculine. Cependant, il est arrivé que des personnes appartenant à une dynastie par leur mère en aient parfois adopté le nom en revendiquant alors une position ou un héritage (par exemple dans les maisons d'Orange, de Bagration ou encore de Habsbourg-Lorraine).